# The Marsh King's Daughter
The Marsh King's Daughter es una película de suspenso psicológico de 2023 dirigida por Neil Burger y escrita por Elle Smith y Mark L. Smith, basada en la novela de 2017 del mismo nombre de Karen Dionne. Está protagonizada por Daisy Ridley, Ben Mendelsohn, Garrett Hedlund, Caren Pistorius, Brooklynn Prince y Gil Birmingham.
The Marsh King's Daughter fue estrenada en los Estados Unidos el 3 de noviembre de 2023 por Lionsgate y Roadside Attractions.

## Sinopsis
Dos años antes de que naciera Helena, el rey de los pantanos secuestró a su madre y ella pasó su infancia en cautiverio. Ahora convencida de que intentará llevarse a su hija, Helena se propone superar al hombre que le enseñó todo lo que sabe sobre cómo sobrevivir en la naturaleza.

## Reparto
- Daisy Ridley como Helena Pelletier
- Brooklynn Prince como la joven Helena Pelletier
- Ben Mendelsohn como Jacob Holbrook
- Garrett Hedlund como Stephen Pelletier
- Caren Pistorius como la madre de Helena
- Joey Carson como Marigold Pelletier
- Gil Birmingham como Clark

## Producción
El proyecto se anunció en febrero de 2018, con Elle Smith y Mark L. Smith escribiendo el guion para el director Morten Tyldum. Alicia Vikander fue elegida para el papel principal y también se desempeñaría como productora ejecutiva.
El rodaje debía comenzar a finales de julio de 2019 y continuar hasta el otoño, pero no se anunciaron más novedades hasta febrero de 2021, y Tyldum y Vikander ya no participarían en la película. Neil Burger ahora dirigía con Daisy Ridley como protagonista, reemplazando a Tyldum y Vikander respectivamente. En mayo, Ben Mendelsohn se unió al elenco. En junio de 2021, Brooklynn Prince, Gil Birmingham, Caren Pistorius y Garrett Hedlund se unieron al elenco de la película.
El rodaje comenzó el 7 de junio de 2021 en Ontario, Canadá. La filmación concluyó oficialmente el 6 de agosto de 2021.

### Música
En abril de 2022, se reveló que Adam Janota Bzowski compuso la banda sonora de la película.

## Estreno
Inicialmente pensada para ser estrenada por STXfilms, la distribución de la película se compró a diferentes distribuidores luego de la disolución de la compañía de distribución nacional de STXfilms antes de finalmente aterrizar en Lionsgate y Roadside Atracciones, quienes se anunció que codistribuirían la película en los Estados Unidos y programó el estreno de la película para el 6 de octubre de 2023. Posteriormente se retrasó hasta el 3 de noviembre de 2023 para evitar la competencia con Taylor Swift: The Eras Tour. Amazon Studios distribuiría la película en los mercados europeos como parte del acuerdo de producción de varios años de ErosSTX con la compañía a través de Prime Video.